# Partners in Health
Partners In Health is een non-profit organisatie die zich wereldwijd met de verbetering van de gezondheidszorg bezig houdt. De organisatie is gevestigd in Boston en opgericht in 1987.
De doel van de organisatie is om "de zegeningen van de moderne medische wetenschap en zorg te brengen bij degenen die daaraan het meest behoefte hebben en daarmee te fungeren als tegengif voor de wanhoop waaraan deze mensen vaak ten prooi vallen".  De organiatie biedt praktische hulp door bijvoorbeeld ziekenhuizen te bouwen, schoolt medisch personeel en werkt aan preventie zoals het  tegengaan van watervervuiling, voedselgebrek en armoede.